# Champigny-sous-Varennes
Champigny-sous-Varennes é uma comuna francesa na região administrativa de Grande Leste, no departamento de Haute-Marne. Estende-se por uma área de 5,84 km². Em 2010 a comuna tinha 117 habitantes (densidade: 20 hab./km²).